# Euphorbia rhizophora
Euphorbia rhizophora es una especie de fanerógama perteneciente a la familia de las euforbiáceas. Es nativa de Kenia.

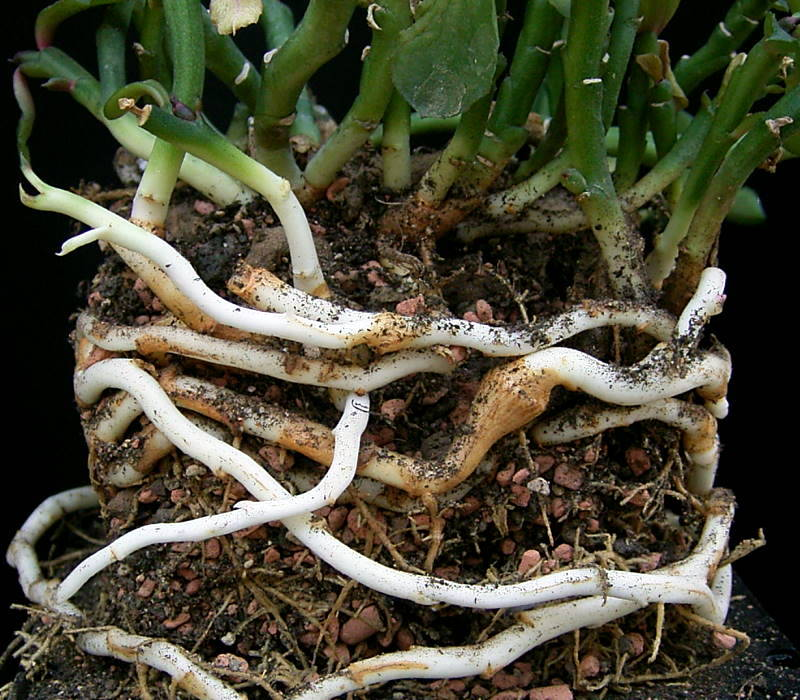
Detalle de la planta

## Descripción
Se trata de una rara planta suculenta hierba perennifolia, rizomatosa, con un rizoma carnoso de ± 1 cm de espesor, no ramificado, erecto, de 10 cm de altura, ± 7 cm de grosor, con láminas sésiles en la proyección  dispuestas en espiral tubérculos 15,5 mm, obovadas, de 4x2, 2 cm, ápice obtuso.

## Ecología
Se encuentra en pastizales, con el suelo salpicado de rocas negras, a una altitud de 1650metros.
Fácil de cultivar. Sólo se conoce el tipo recogido en 1940, pero conocido en el cultivo de esta colección. Cercana de Monadenium stapelioides.

## Taxonomía
Euphorbia rhizophora fue descrita por (P.R.O.Bally) Bruyns y publicado en Taxon 55: 415. 2006.
Etimología
Euphorbia: nombre genérico que deriva del médico griego del rey Juba II de Mauritania (52 a 50 a. C. - 23), Euphorbus, en su honor – o en alusión a su gran vientre –  ya que usaba médicamente Euphorbia resinifera. En 1753 Carlos Linneo asignó el nombre a todo el género.
rhizophora: epíteto latino
Sinonimia
- Monadenium rhizophorum P.R.O.Bally (1959).[5][6]